# Тігрене Осло
«Тігрене Осло» (норв. IK Tigrene) — хокейний клуб з м. Осло, Норвегія.

## Історія
У чемпіонатах Норвегії виступав з сезону 1934/1935 років. У вищому дивізіоні виступав з сезону 1951/52, займає передостаннє місце. Через сезон повертається до вищого дивізіону. Незважаючи на всі успіхи клубу в 60-і роки, він мав не дуже розвинуту інфраструктуру, виходячи з цього у сезоні 1969/70 клуб злився з ІФ Фріск з Аскера, в якого явно була краща інфраструктура. Таким чином історія «Тігрене Осло» була завершена, а «Фріск» став його правонаступником та продовжив традиції перемог в чемпіонаті Норвегії.
Учасник Кубка Шпенглера 1957.

## Досягнення
Чемпіонат Норвегії
- Чемпіон (2): 1957[2], 1961[3].
- Срібний призер (4): 1955, 1956, 1962, 1969.
- Бронзовий призер (4): 1958, 1960, 1966, 1967.